# Johann Aloys Miksch
Johann Aloys Miksch, född den 19 juli 1765 i Sankt Georgenthal, Böhmen, död den 24 september 1845 i Dresden, var en tysk sånglärare. 
Miksch var först sångare vid italienska operan i Dresden och blev senare kördirigent vid Dresdner Hoftheater. Han utnämndes 1824 av kung Fredrik August I av Sachsens till arkivarie vid dennes privata musikbibliotek samt till inspektor över kyrkoarkivet. Miksch komponerade kantater, mässor och rekviem.